# Jordi Colomer
Pour les articles homonymes, voir Colomer.
Jordi Colomer est un artiste catalan né à Barcelone le 23 février 1962. Il vit et travaille à Paris et à Barcelone. Son œuvre relève à la fois de la sculpture, de l'architecture, de la performance, de la photographie, de la vidéo, du cinéma et du théâtre. Son travail est marqué par l'idée d' "habiter le décor (quitter le plateau et contaminer la rue)".

## Biographie
Jordi Colomer étudie à l'École d'art et de design Eina à Barcelone. Puis, il étudie l'histoire de l'art et l'architecture à l'université de Barcelone. Il s'intéresse à la planification architecturale dans l'urbanisme.
Colomer expose pour la première fois à la Fondation Miró en 1986 (Prototips Ideals). Il montre des sculptures faites à partir de maquettes d'architecture utopiste dénaturées.
Il étudie ensuite le cinéma expressionniste allemand et réalise des scénographies pour le théâtre (pièces de Beckett, Novarina et Joan Brossa ainsi qu'un opéra de Robert Ashley).
Une série d'installations est présentée au Musée d'art contemporain de Barcelone entre 1997 et 2000 où la vidéo s'intègre alors à la sculpture, à la scénographie et à l'architecture. Dans Simo (1997), la caméra passe sans cesse d'un espace à un autre espace, que la protagoniste remplit ou vide d'objets, qui est indistinctement extérieur et intérieur, privé et public, théâtre et coulisse. Pianito (1999), les jumelles (2001), ou Le dortoir (2002) sont d'autres vidéos, toujours présentées dans une salle de projection singulière, qui correspondent à cette période d'œuvres tournés dans des décors et espaces clos.
Colomer entreprend une série de voyages à travers la France, le Brésil, la Roumanie, le Japon, le Yémen, le Mexique dont sont issues les œuvres Père Coco (2002), Anarchitekton (2002-2004), "un crime" (2005), Arabian Stars (2005), No Future (2006),  Avenida Ixtapaluca (2009). Il s'agit de performances avec des acteurs  non professionnels filmés dans des espaces architecturaux monumentaux ou désertiques.
Anarchitekton est un travail sur quatre grandes grandes villes (Barcelone, Bucarest, Osaka, Brasilia). Le terme vient de Anarchitecture, un groupe fondé par l'artiste américain Gordon Matta-Clark et fait allusion aux Architektons de Kazimir Malevitch.
Dans Arabian Stars, des performers yéménites improvisés marchent face à la caméra avec des pancartes en carton mentionnant en arabe les noms d'icônes de la culture mondiale telles que Mies van der Rohe, James Bond, Mohamed Ali, Homer Simpson...et ses equivalents dans le contexte yemenite:  Abo Bakr Salem, Albaradoni, etc.
En 2008, est tourné dans le désert d'Atacama au nord du Chili le projet En la Pampa où un couple est filmé dans son errance dans ces espaces inhabités, et en train de dialoguer de façon improvisée. L'installation est présentée à la Galerie nationale du Jeu de Paume à l'automne 2008 dans le cadre d'une rétrospective consacrée à Colomer. Colomer est l'artiste choisi pour representer le Pavillon Espagnol à la 57ème Biennale de Venise, en 2017. Il a participé à deux éditions de Manifesta, la biennale nomade européenne : Manifesta X, Saint-Pétersbourg (Russie), organisée par Kasper König, et Manifesta XII, Palerme (Sicile). Le MACBA lui a consacré en 2024 une grande rétrospective, exposition pour laquelle il a reçu le prix des arts visuels de la Ville de Barcelone. Son travail est représenté par la Galerie Michel Rein (Paris-Bruxelles) et Albarrán-Bourdais (Madrid).

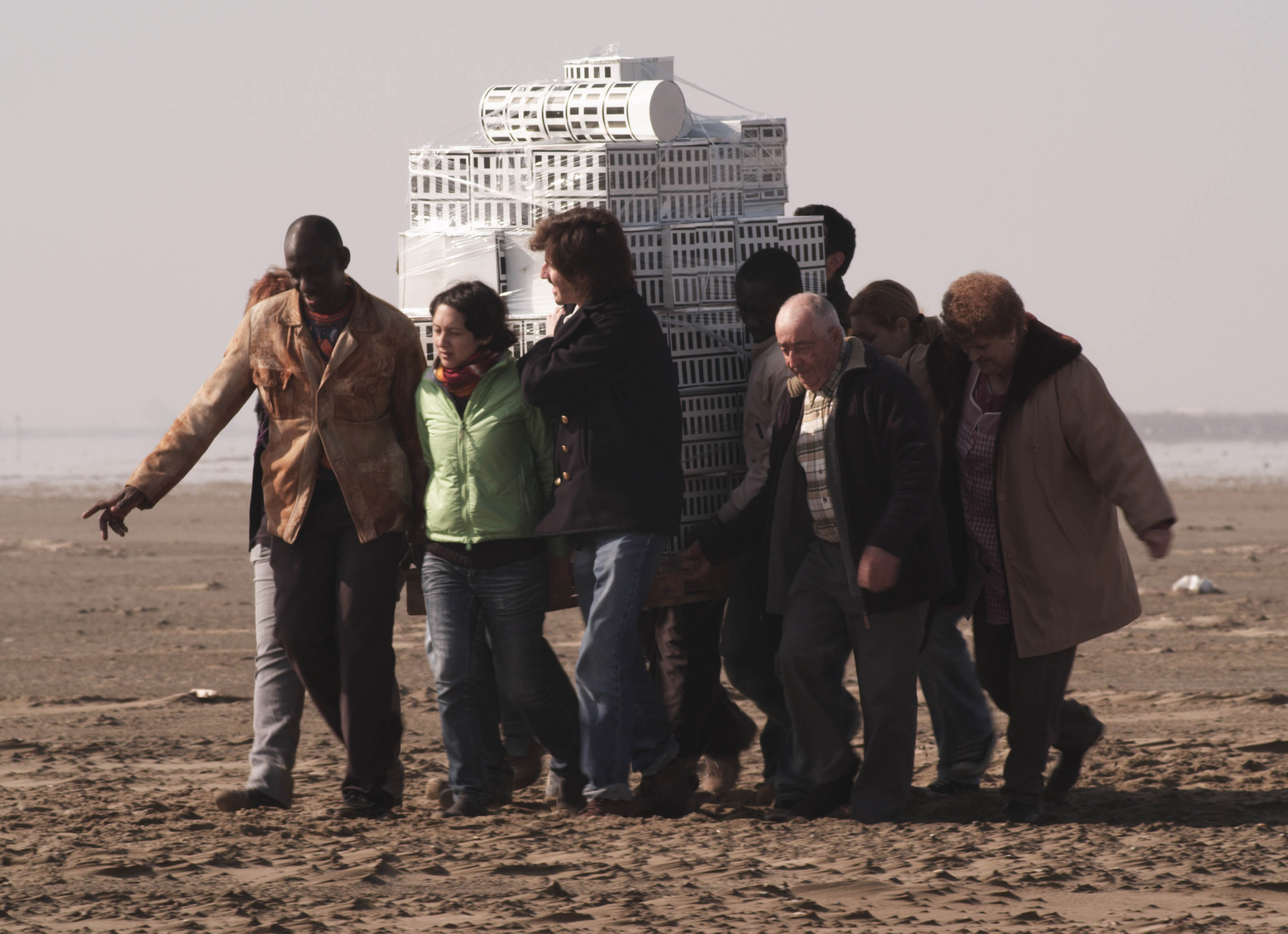
jordi colomer. L'avenir. 2011